# スタラ・チャルシヤ

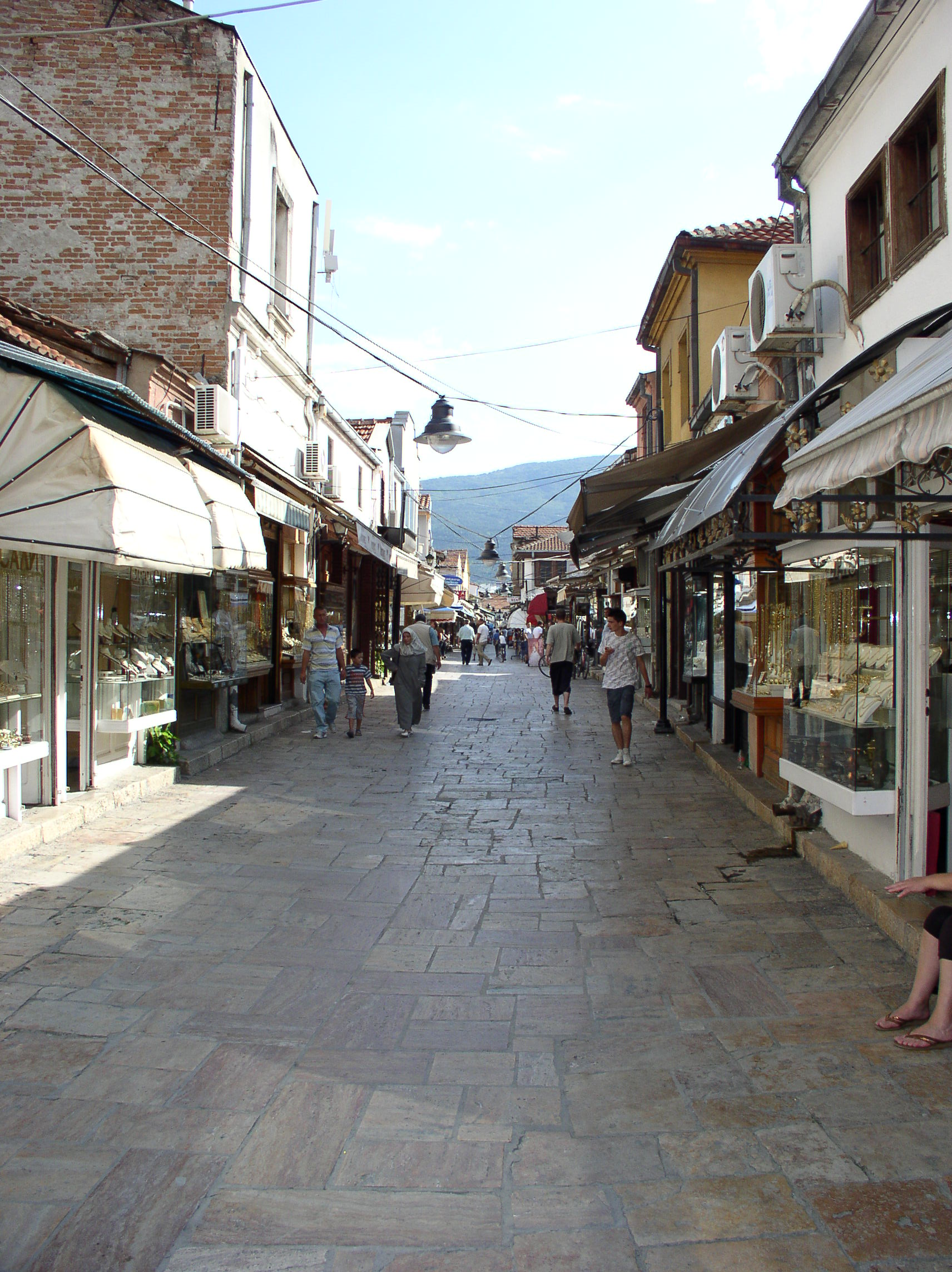
スタラ・チャルシヤの路地

スタラ・チャルシヤ（マケドニア語:Стара Чаршија / Stara Čaršija、アルバニア語:Çarshia e Vjetër）は、マケドニア共和国の首都・スコピエにあるバザールであり、イスタンブール以外ではバルカン半島で最大である。ヴァルダル川東岸に位置するこの市場は、12世紀以来、街の交易と商業の中心であった。オスマン帝国時代に急速に発展し、最も栄えた時代には30を超えるモスク、多数のキャラバンサライ、その他多くのトルコ式の建造物やモニュメントが立ち並んだ。現代のスコピエの商業的中心地は、川を挟んで反対側のツェンタルに移っている。スタラ・チャルシヤはイスラム建築が大半を占めているが、キリスト教の聖堂も存在している。今日ではチャイル自治体の領域に含まれ、その景観はマケドニアの国家的な遺産として保護されている。

## 歴史

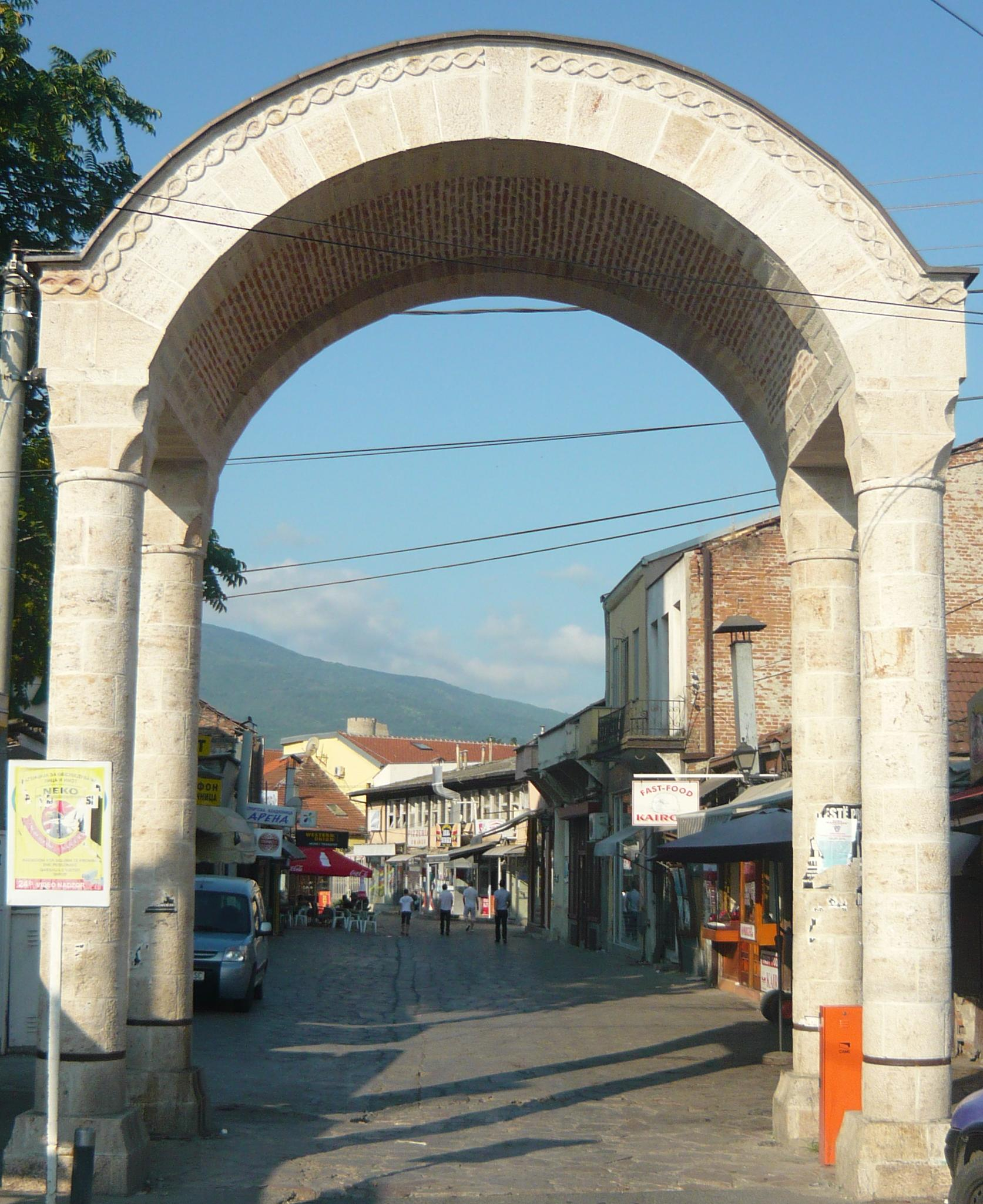
バザールの入り口のひとつ。ビト・バザール付近

カレ要塞で見つかった考古学的遺物により、スコピエのバザールの一帯には紀元前4千年ごろから人類が居住していた可能性が考えられており、また歴史上の文献によれば紀元前6世紀ごろにこの地に人が居住を始めたとされている。この時の住民はパイオニア人（Paeonians）であったとみられる。
ビザンティン帝国の皇帝ユスティニアヌス1世は6世紀に丘の上にカレ要塞を建造した。この場所が後にバザールとなった。この一帯は12世紀には有力な交易拠点となった。
1392年、マケドニア地方はオスマン帝国に征服され、スコピエの地はトルコ語でユスキュプ（Üsküp）と呼ばれるようになった。オスマン帝国の統治下でスコピエのバザールは最盛期を迎え、重要な経済交流の拠点となった。
街はムスリムが多数派を占めるようになり、街の景観は大きく変容した。一帯には数多くのモスクやキャラバンサライ、ハマム、その他のイスラム建築が立ち並んだ。以前からあったキリスト教の聖堂の多くは接収されてモスクへと改修された。1555年の地震によって大規模に損壊したが、その後も街は復興・発展をとげた。
スタラ・チャルシヤのバザールは現在、スコピエのチャイル区の領域となっている。区の人口は2002年時点で64,773人であり、うちおよそ半分がアルバニア人、およそ4分の1がマケドニア人、7%がトルコ人であり、その他にロマやボシュニャク人などが住む。
バザールの歴史的建造物の一部は、現在は博物館として公開されている。

## みどころ

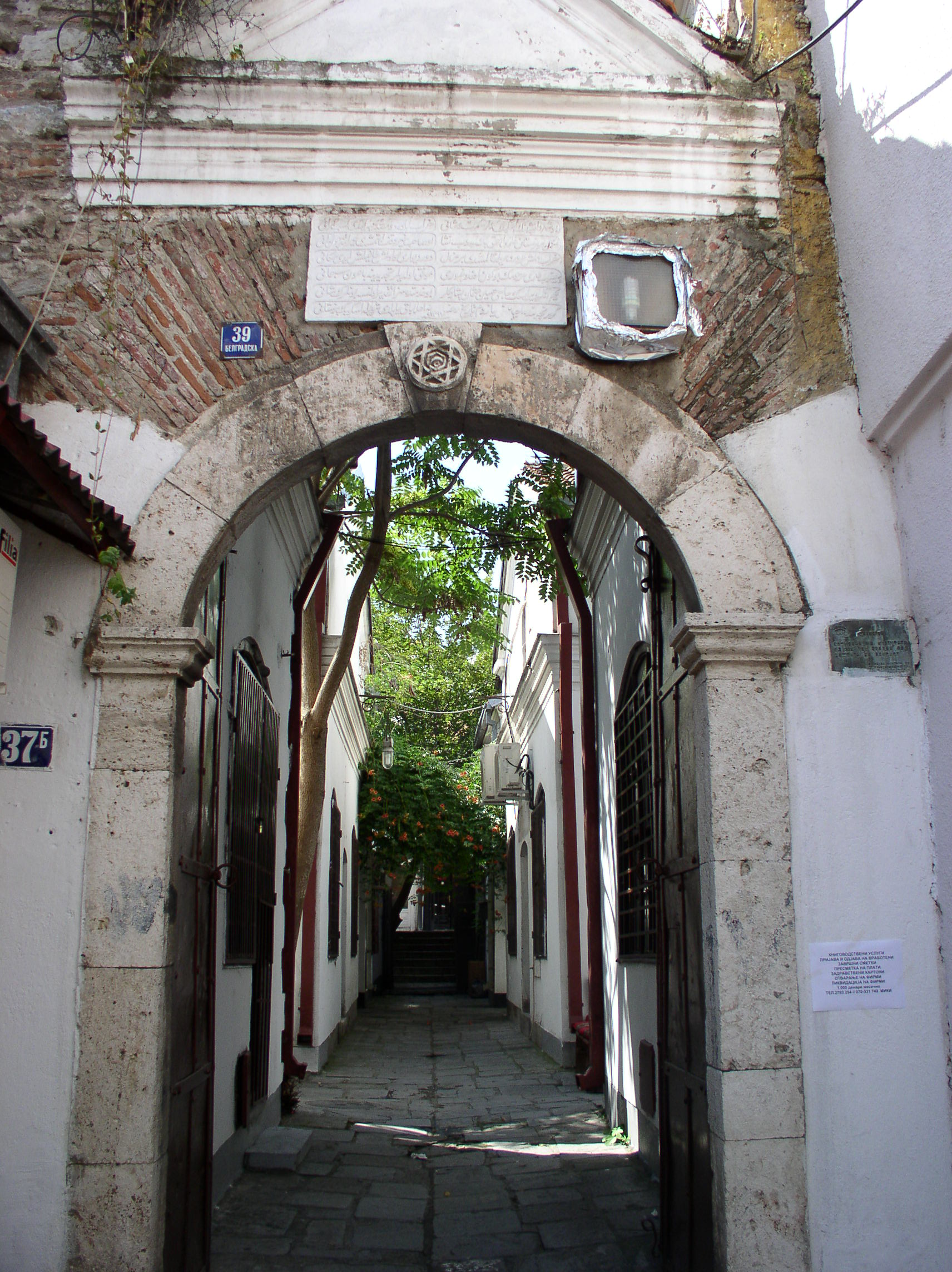
ベジスタン

### ベジスタン
屋根付きの市場・ベジスタンは、皇帝に任命されたスコピエの知事・ガーズィー・イスハク・ベイ（Gazi Ishak Bey）により15世紀に建造された。1689年の火事により損壊したものの、後に再興されている。ベジスタンは1899年の改修後はその姿を変えていない。

### 時計塔
スコピエの時計塔はムラト2世モスクのすぐ北にあり、16世紀に、より古い建造物の土台の上に築かれたものである。かつては木造であったが、1902年にレンガ造りとなった。
6角形の塔は1963年のスコピエ震災によって大きく損壊したが、後に再興された。

### チフテ・ハマム

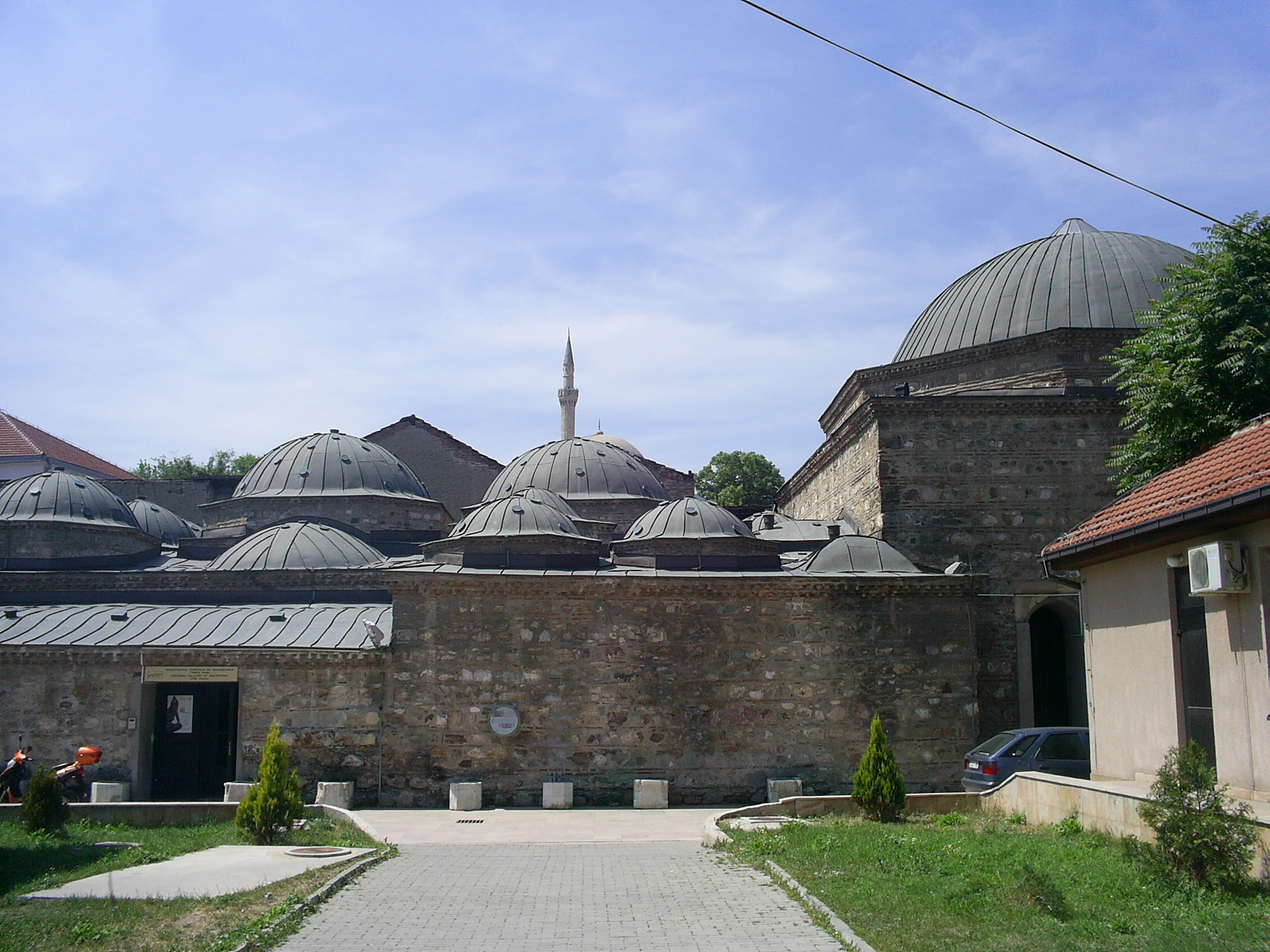
チフテ・ハマム

チフテ・ハマム（Çifte Hamam、トルコ語で「二重の風呂」の意）は、スタラ・チャルシヤの中心部に位置しており、15世紀にイーサー・ベイ（Isa Bey）によって築かれたものである。建物は2つの部分に分かれており（故に二重と呼ばれる）、それぞれ男性用と女性用である。両者のレイアウトはほぼ同一となっている。
チフテ・ハマムは1915年まで公共浴場として利用されていた。その後1963年の震災により損害を受けたものの修復され、それ以降は現代美術の展示に使用されている。

### ダウト・パシャ・ハマム
ダウト・パシャ（Daut Paşa）は東ルメリアの大宰相であり、15世紀にこのハマム（大衆浴場）を築いた。建物には15の部屋があり、13のドーム状の屋根に覆われている。2つの大きなドームは脱衣場、その他のドームはそれぞれの浴室の上についている。
1948年以降、ダウト・パシャ・ハマムは国立画廊として利用されている。

### イーサー・ベイ・モスク

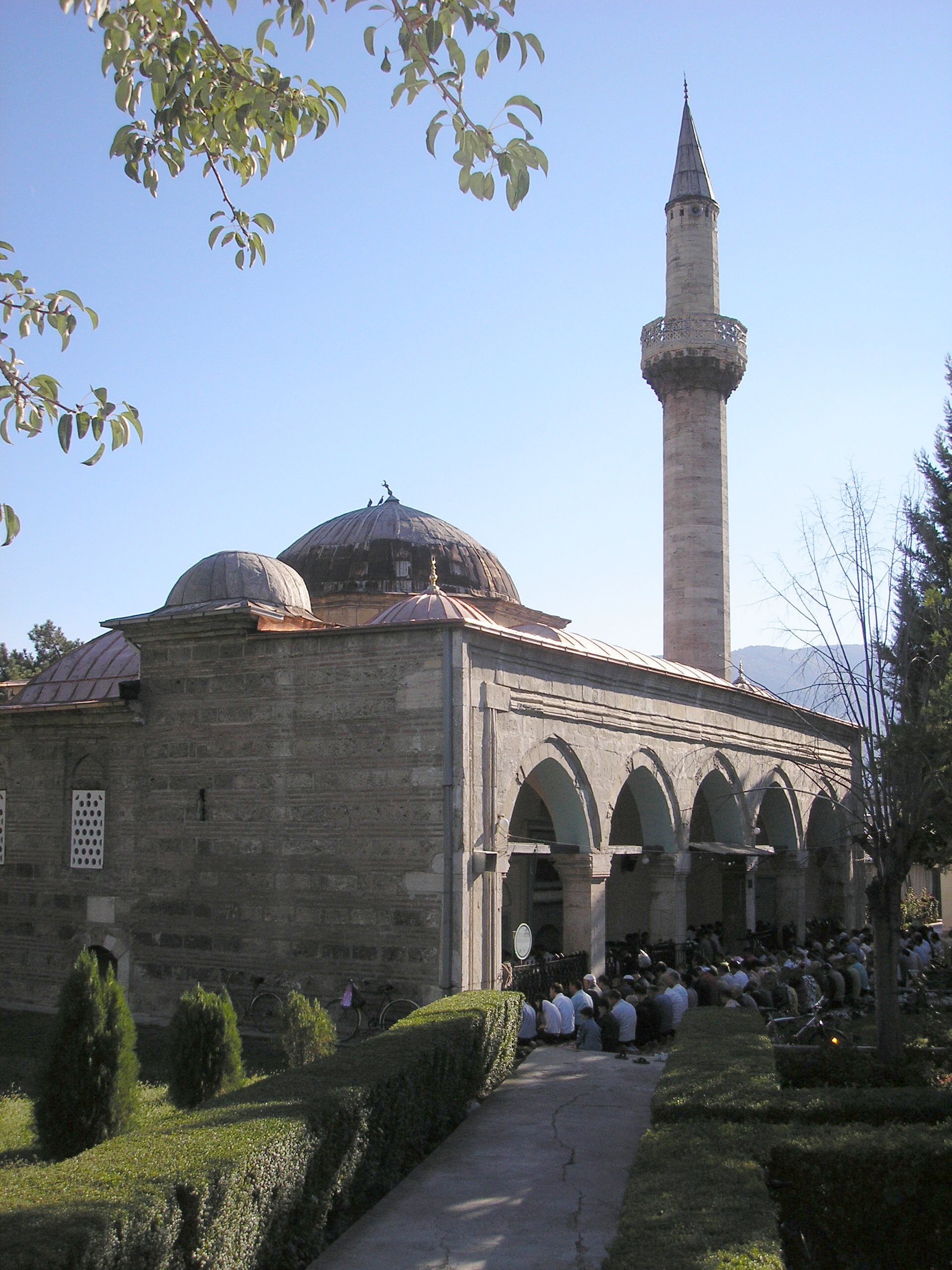
イーサー・ベイ・モスク

バザールの外れにあるイーサー・ベイ・モスクは、イーサー・ベイの死後、彼を記念して建てられた。モスクは2つの大きなドームと、ポーチの上を覆う小さな5つのドームを持っている。

### イスハク・ベイ・モスク
壁にみられる花模様や碑文、彩りあるタイルのために、アラデャ（Aladya、「装飾された」）モスクとも呼ばれる。イスハク・ベイ・モスクは1439年にバザールの北部に築かれた。モスクのミナレットは30メートルの高さである。
イスハク・ベイ（Ishak Bey）はこの地で最期を迎え、このモスクの裏にあるテュルベ（türbe、墓）に埋葬された。

### カレ要塞
スコピエで一番高い丘の上にたつカレ要塞からは街を一望できる。要塞の場所からみつかった考古学的遺品により、この地はかつて有史以前に人が居住していた遺跡であることが確認されている。
一般に、要塞は11世紀ごろに初めて建てられたと考えられている。

### カパン・ハン

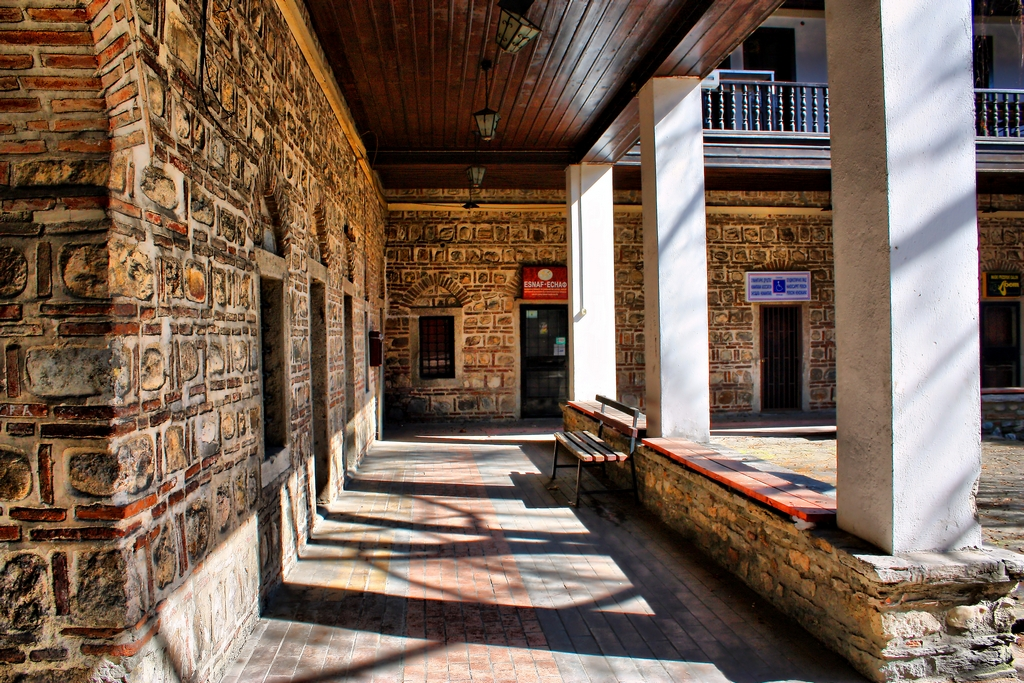
カパン・ハン

バザールに今も残っている3つのキャラバンサライ跡のひとつであるカパン・ハン（Kapan Han）は、15世紀に建てられた。2階の部屋は宿泊用に供され、1階は馬や牛などをつなぎとめておく場所であった。

### クルシュムリ・ハン

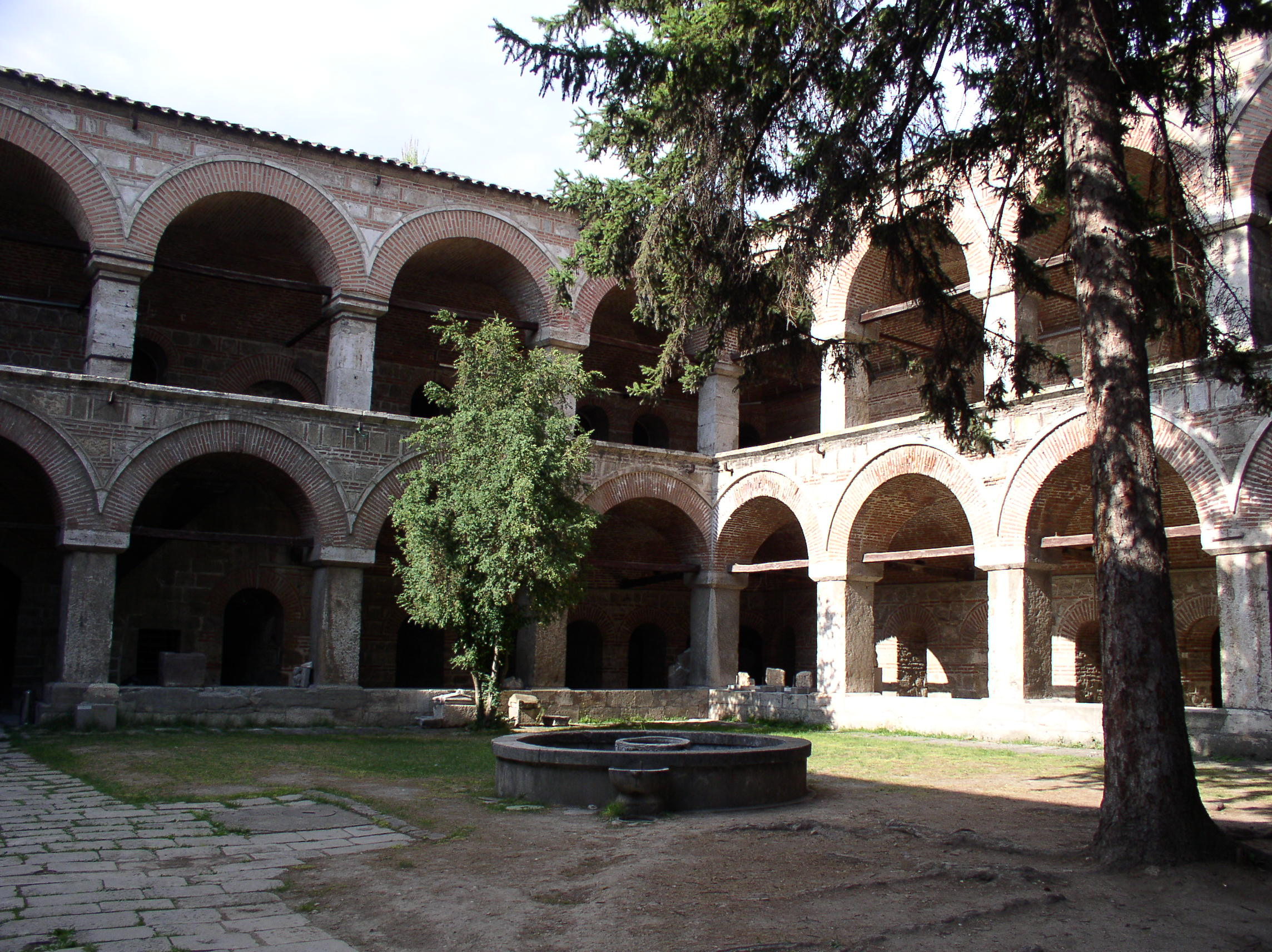
クルシュムリ・ハン

3つの現存するキャラバンサライの中で最大のクルシュムリ・ハン（「鉛の宿」を意味するトルコ語:Kurşumli Han）は、セリム2世の時代の科学者の息子・ムセイン・オジャによって16世紀に建造された。
それぞれの部屋は鉛で覆われていたが（これが宿の名の由来となっている）、第一次世界大戦の時に取り払われている。クルシュムリ・ハンは小さなピラミッド型のドームを複数備えている。1階は牛や馬をつなぎとめておく場所であり、その上の階は宿泊用である。
併設されているモスクは17世紀に建てられたものである。15世紀からあるハンマームの大部分は1963年の地震により崩壊した。
かつての宿はこんにち、国立博物館の像の所蔵する施設として用いられている。

### ムスタファ・パシャ・モスク
ムスタファ・パシャ・モスクは1492年にムスタファ・パシャ（Mustafa Paşa）によって建てられたものである。バザールの上、カレ要塞の近くに建てられており、かつてはこの場所にキリスト教の聖堂があった。マケドニア有数の美しいイスラム建造物のひとつとして知られ、モスクにはムスタファ・パシャの墳墓、彼の娘たちの石棺、水飲み場や、その他の併設されていた建物の残滓が残されている。
モスクは四角形で主ドームの直径は16メートルある。ポーチは4本の支柱に支えられ、鍾乳石で装飾されており、3つの小さなドームがその上を覆っている。内装にはイスラム書道などの装飾が施されている。ムスタファ・パシャ・モスクのミナレットは石灰岩で作られており、42メートルの高さがある。
ムスタファ・パシャ（Mustafa Paşa）は6角形の大理石の墳墓（テュルベ）に埋葬されており、8角形の墓石の上はドーム状の屋根に覆われている。モスクの4つの壁の2つにはペルシア語の碑銘があり、ムスタファ・パシャの4人の娘のひとり、ウミ（Umi）の石碑の装飾にも同様の碑銘がある。モスクの庭にはバラが咲いており、モスクが高台にあることもあり、バザールの特徴的な景観を作り出している。

### 聖スパス聖堂

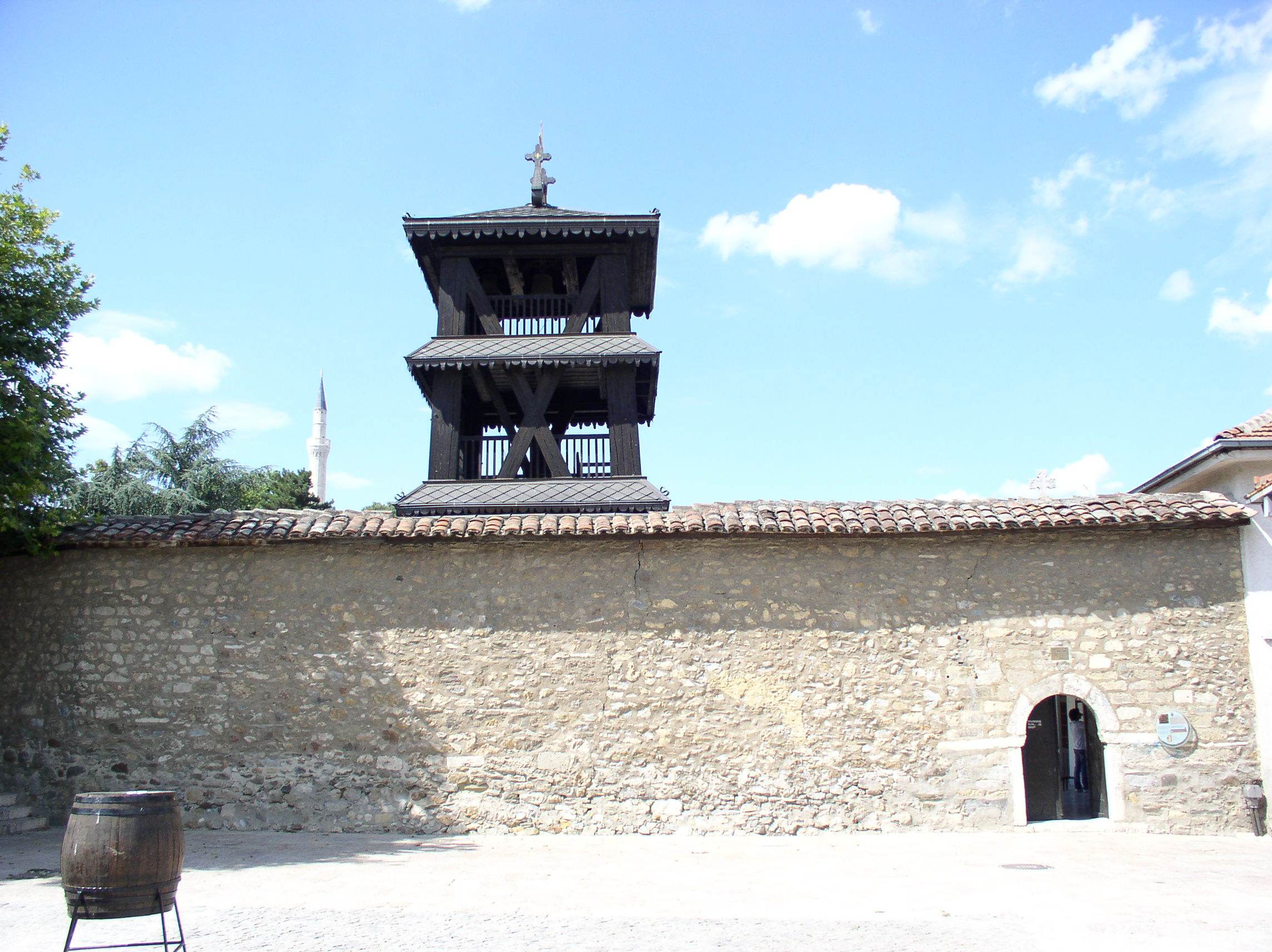
聖スパス聖堂の入り口

聖スパス聖堂は17世紀にかつての聖堂跡地に建てられた。オスマン帝国支配下の当時、イスラム教の建造物よりも背の高いキリスト教の建造物を新造することは法律上認められておらず、建造は半ば非合法的に進められた。聖堂が現在の外観となったのは19世紀のことである。
聖堂のイコノスタシスは木製で彫刻が施されたものであり、高さは4.5メートルから7メートル、幅は10メートルある。
内部マケドニア革命組織の活動家・ゴツェ・デルチェフ（Goce Delčev）は聖堂の庭にある白い墓石の下に葬られている。

### 石橋

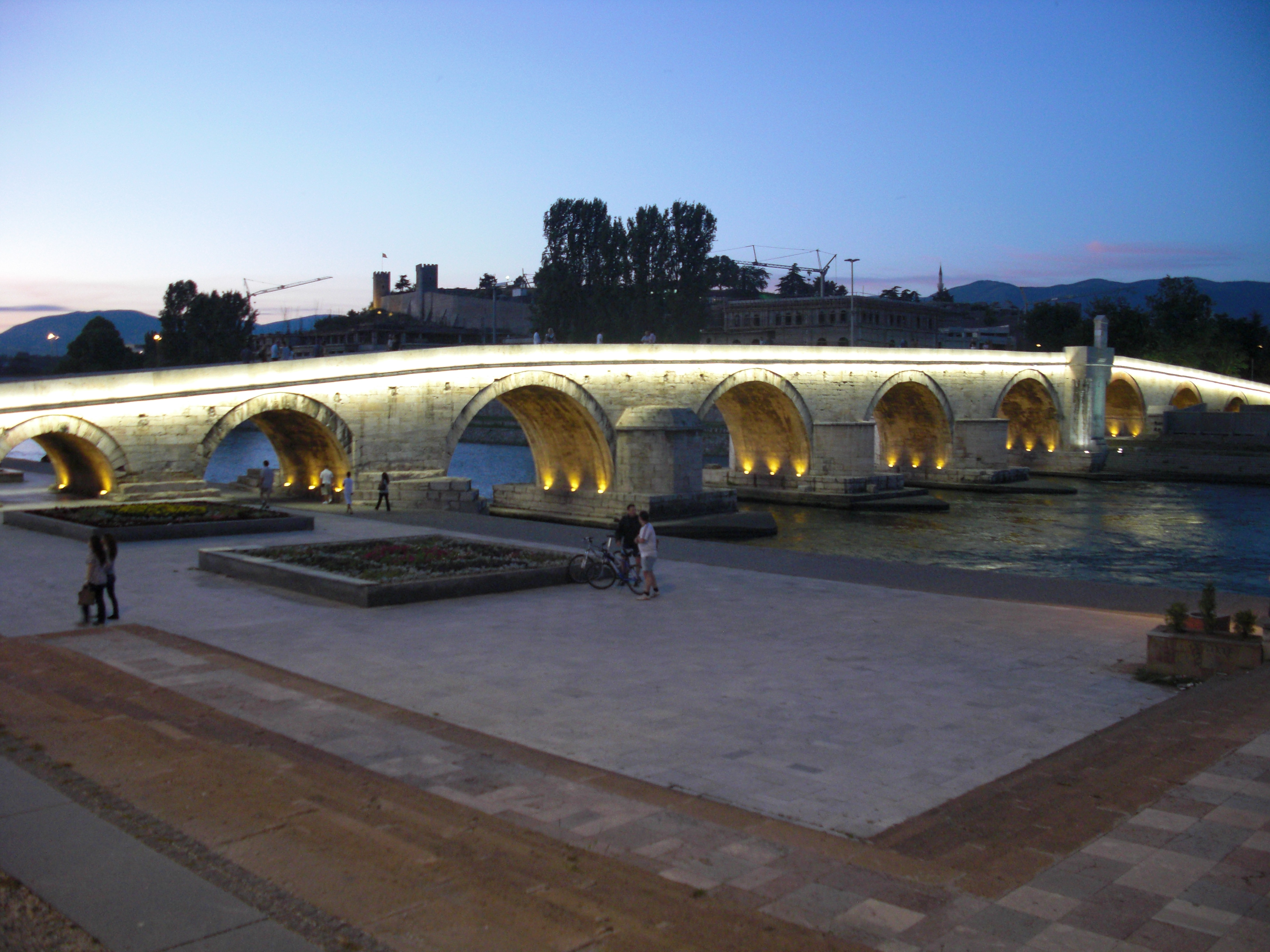
石橋の夜景

ヴァルダル川にかかる石橋は、バザールのある旧市街と、新しい街の繁華街マケドニア広場とをつないでいる。橋は15世紀の皇帝ムラト2世の治世下で建てられ、その後のスコピエに訪れた火災や震災などを耐え抜いてきた。スコピエの石橋は建造当初の姿のまま保たれている。
橋は12のアーチからなり、長さは214メートルに及ぶ。オスマン帝国統治下では、この橋の上で数多くの処刑が行われていた。

### スリ・ハン
スリ・ハンはイスハク・ベイの下15世紀に建てられたキャラバンサライである。2つの階からなり、2階は宿泊に供される54の部屋があり、1階は宿泊客の家畜をつないでおく場所となっている。1963年の震災によって崩壊したが、その後完全に復元されている。
現在はスコピエ芸術アカデミーとスタラ・チャルシヤ博物館がこの建物を使用している。

### スルタン・ムラト・モスク

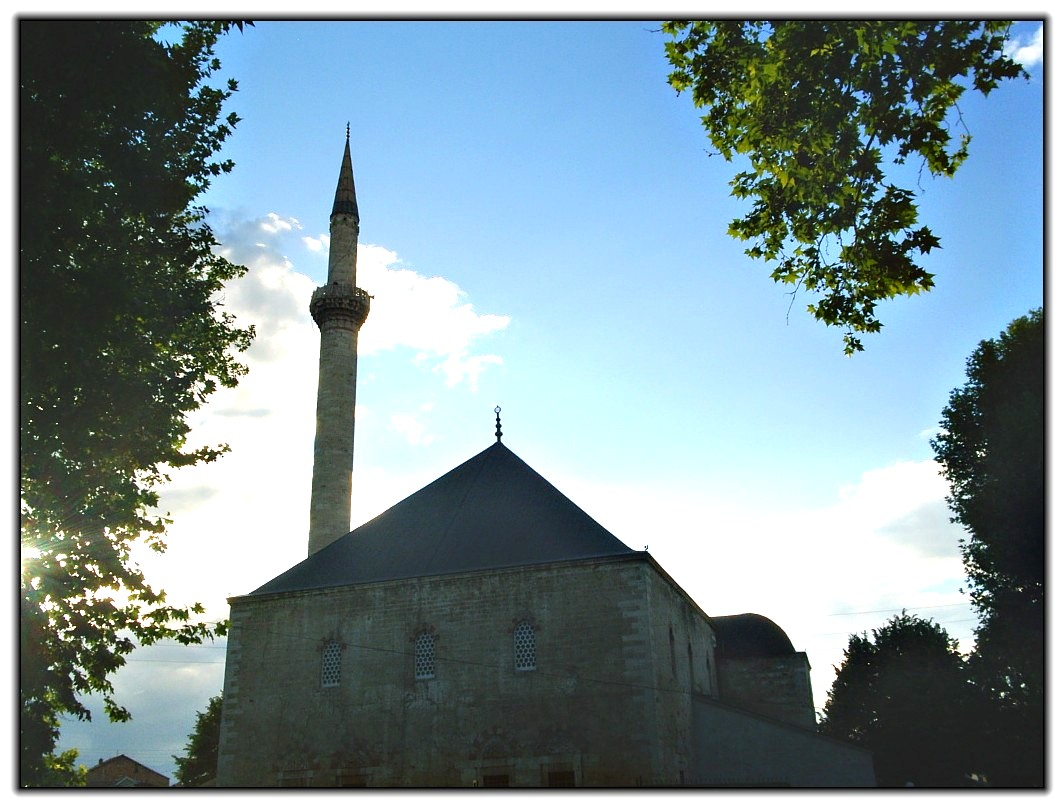
ヤフヤ・パシャ・モスク

ムラト2世は1463年にこのモスクを建造した。そのすぐ北には後に時計塔が建っている。モスクはその後の災害を耐えぬき、ほぼ建造当初の姿を保っている。
スルタン・ムラト・モスクは長方形で、ポーチを支える4つの支柱はタイルで装飾され、アーケードと結ばれている。

### ヤフヤ・パシャ・モスク
ヤフヤ・パシャ・モスクは1504年にヤフヤ・パシャ（Yahya Paşa）によって建てられた。第一次世界大戦時、ドイツ軍によって武器や弾薬の製造所として使用された。
モスクのミナレットはおよそ50メートルあり、庭には多数の墳墓や火葬場が併設されている。

## 写真

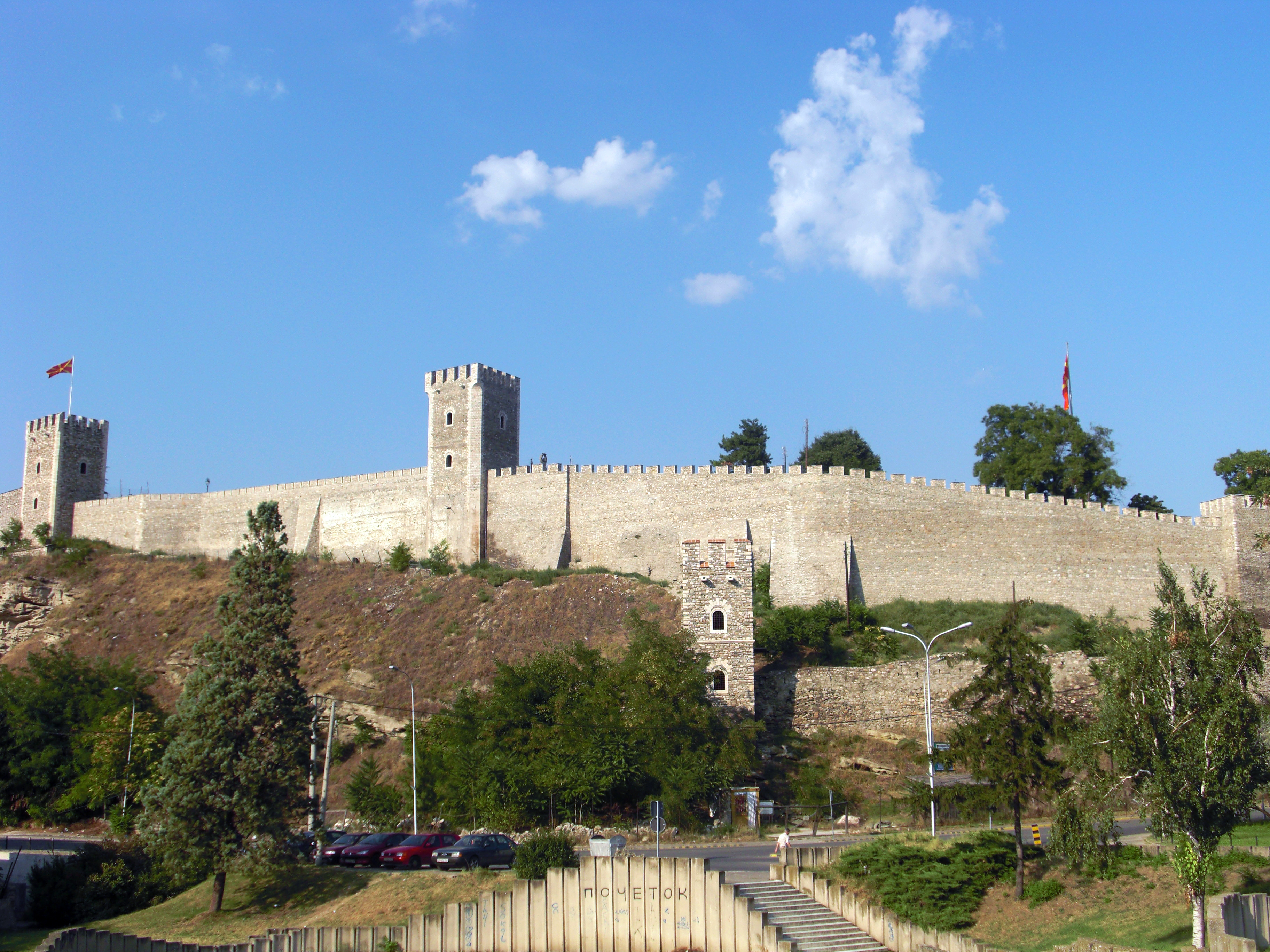
カレ要塞（Kale Fortress）
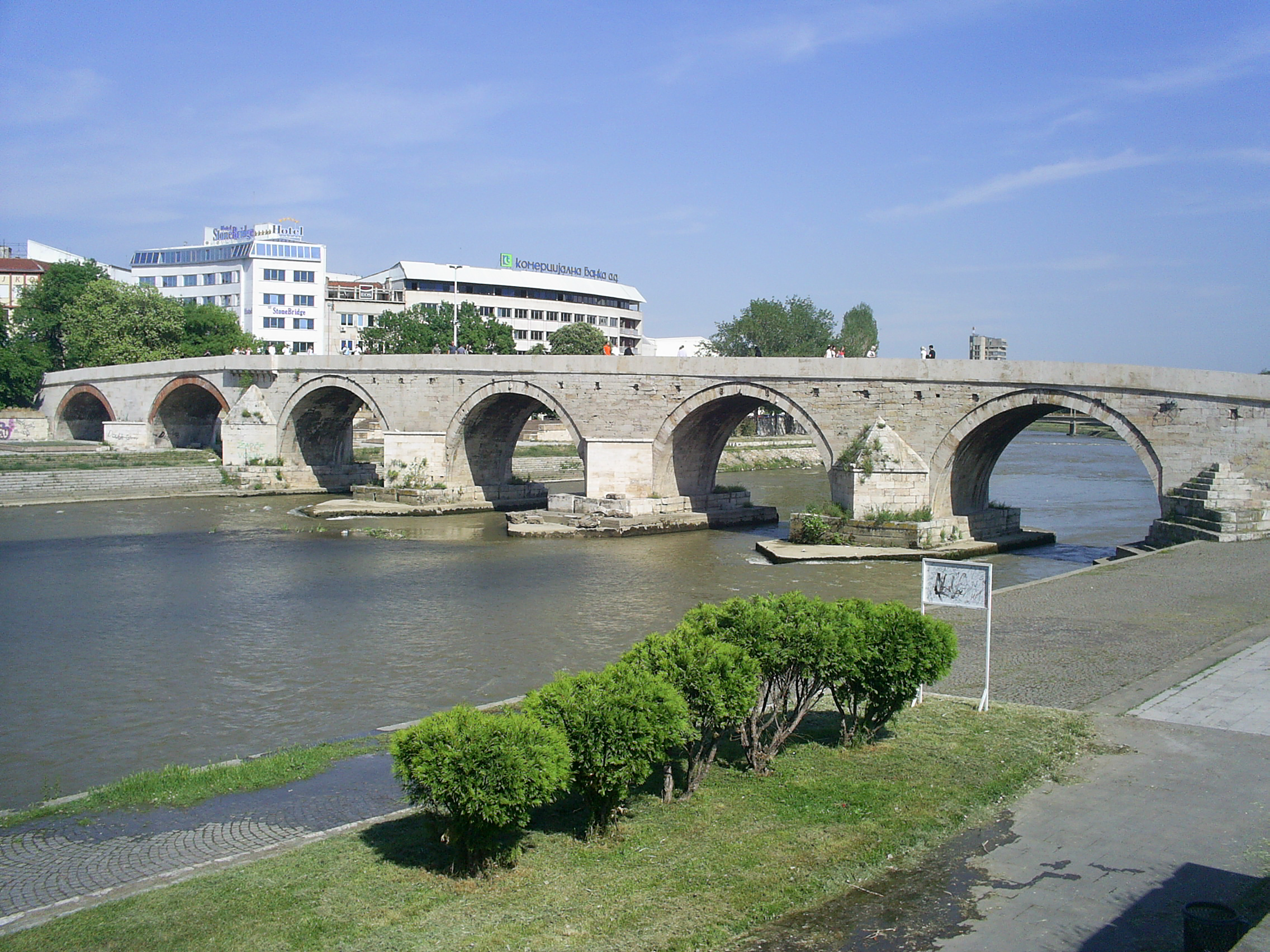
石橋（Stone Bridge）
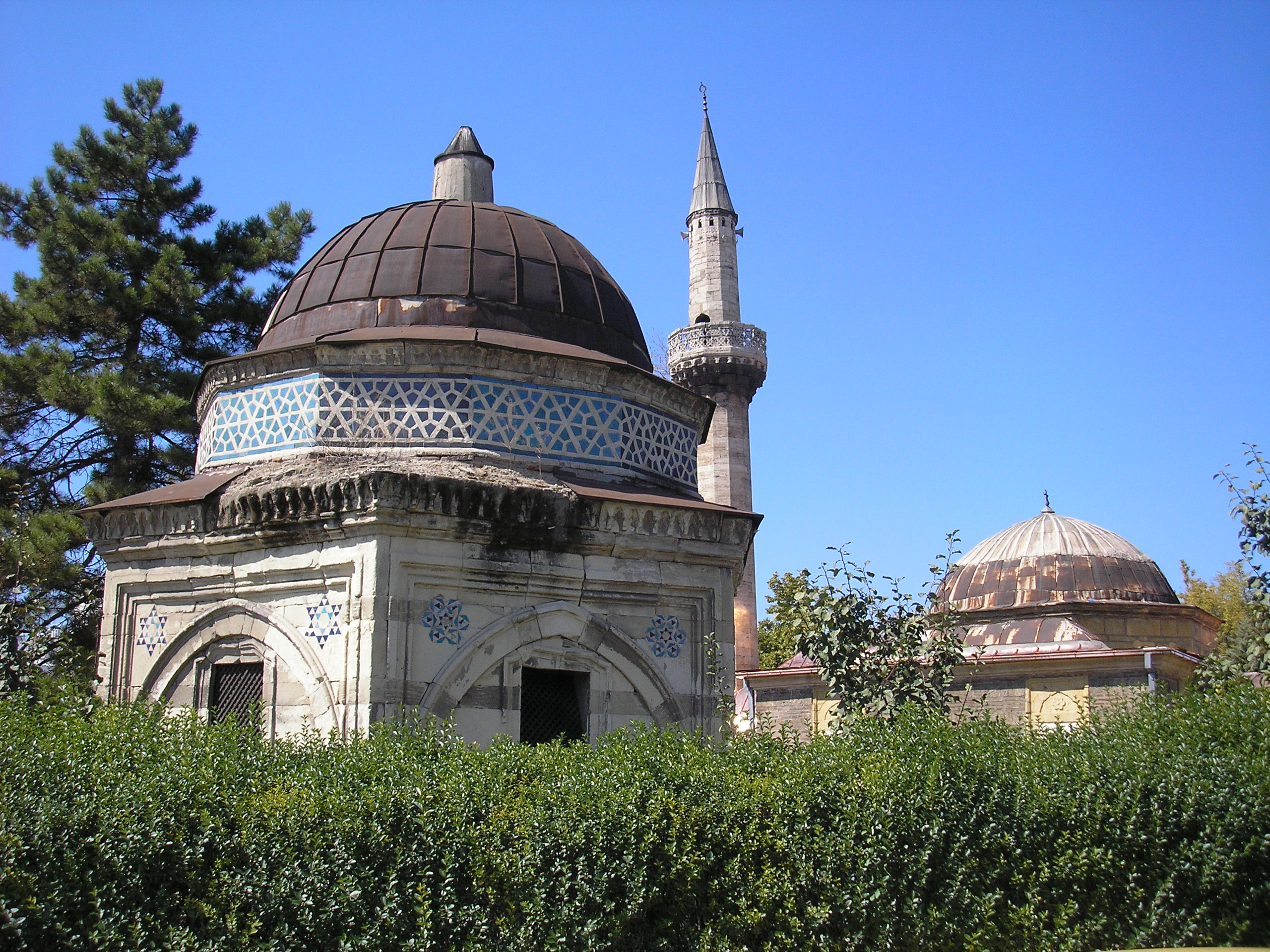
イスハク・ベイ・モスクの墳墓（テュルベ Türbe）
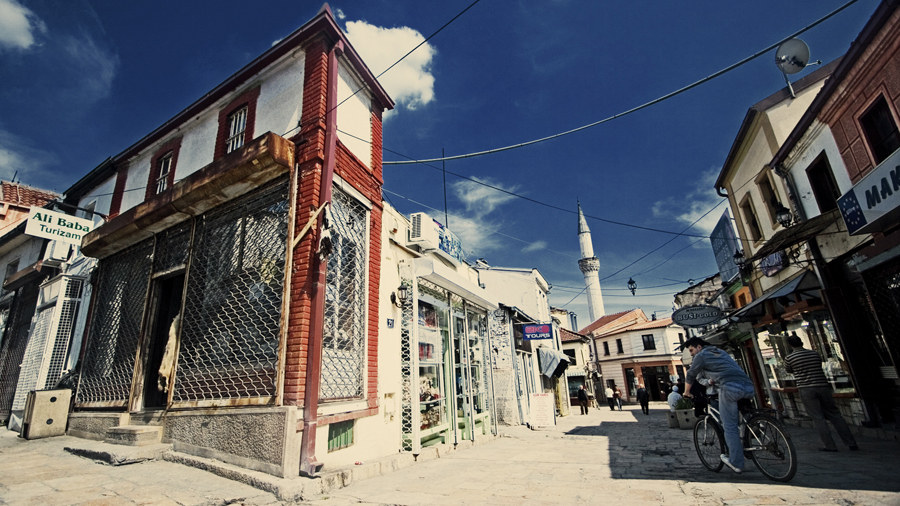
バザールの路地
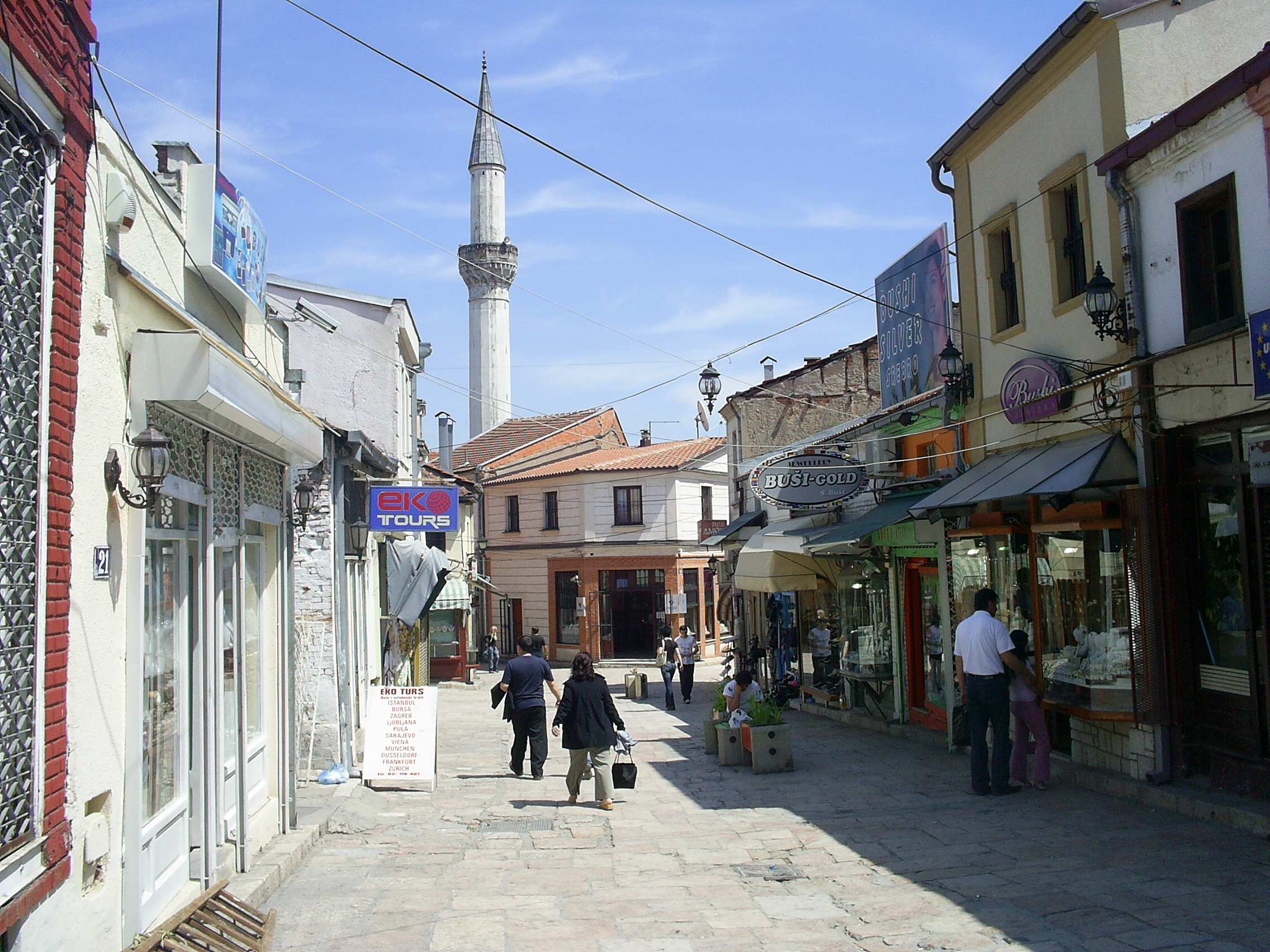
路地
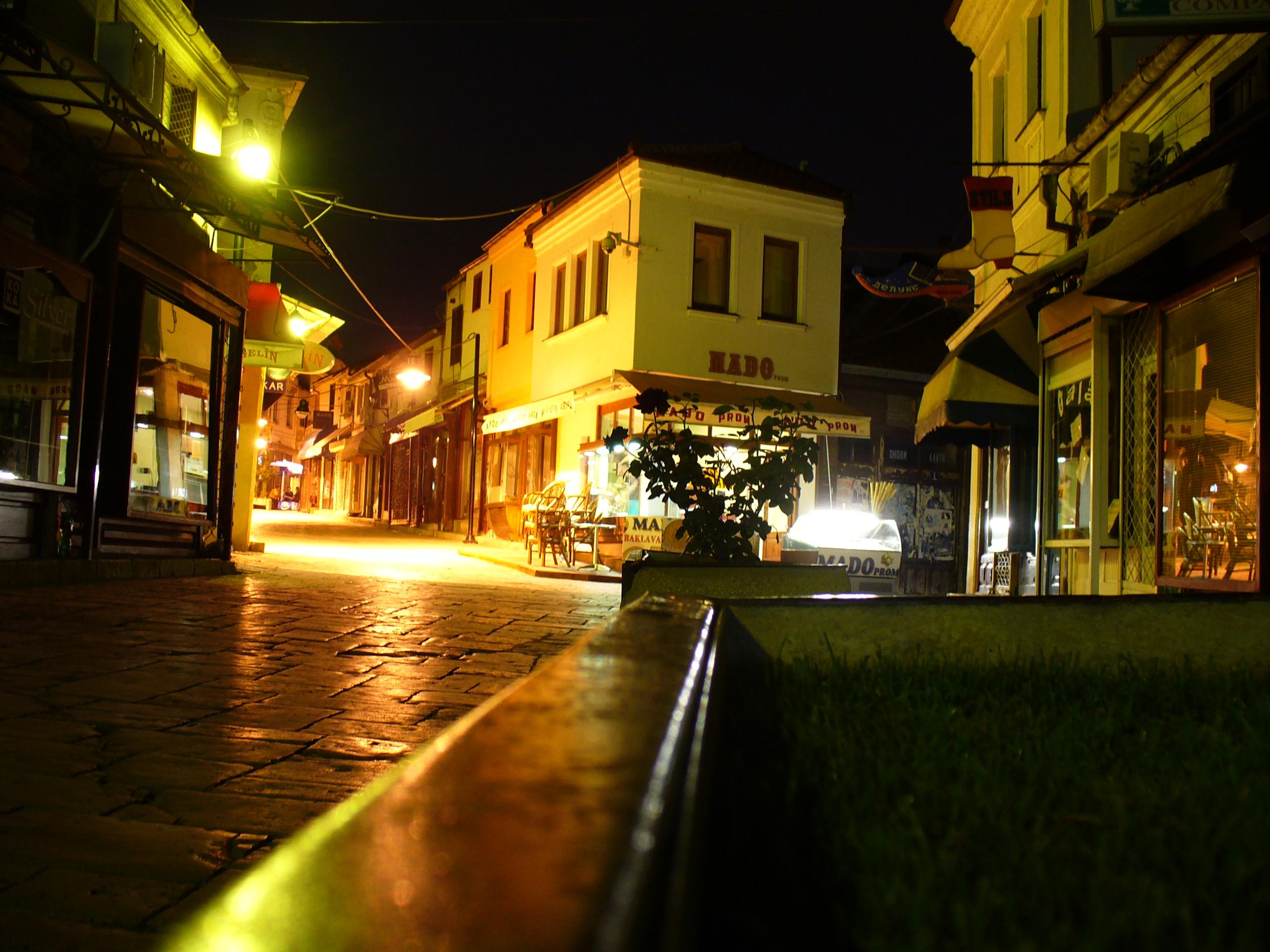
路地の夜景
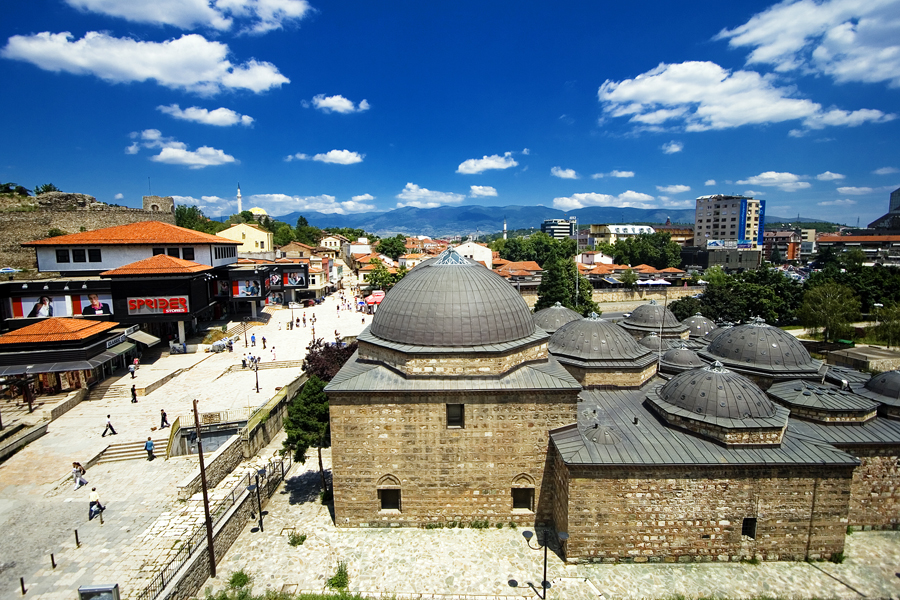
ダウト・パシャ・ハマム
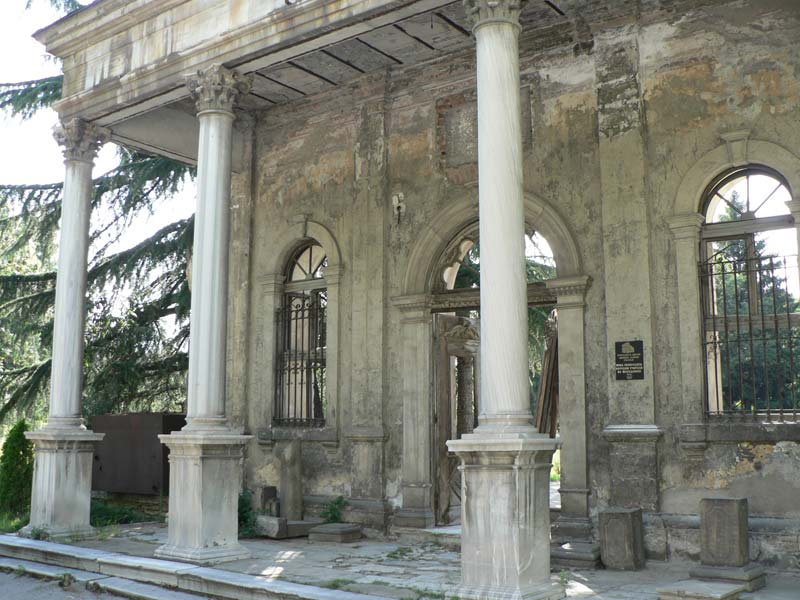
学校跡
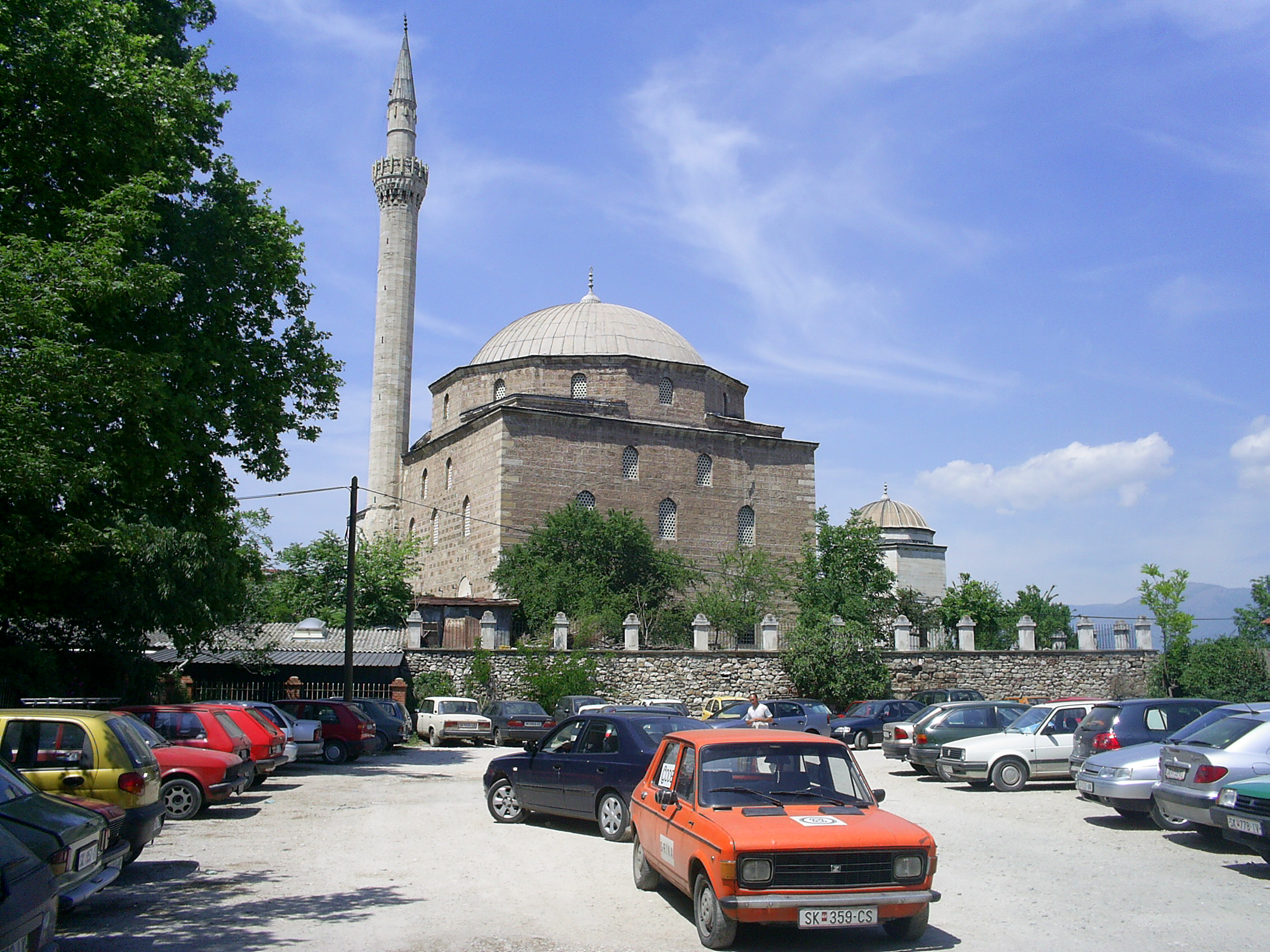
ムスタファ・パシャ・モスク（Mustafa Paşa Mosque）
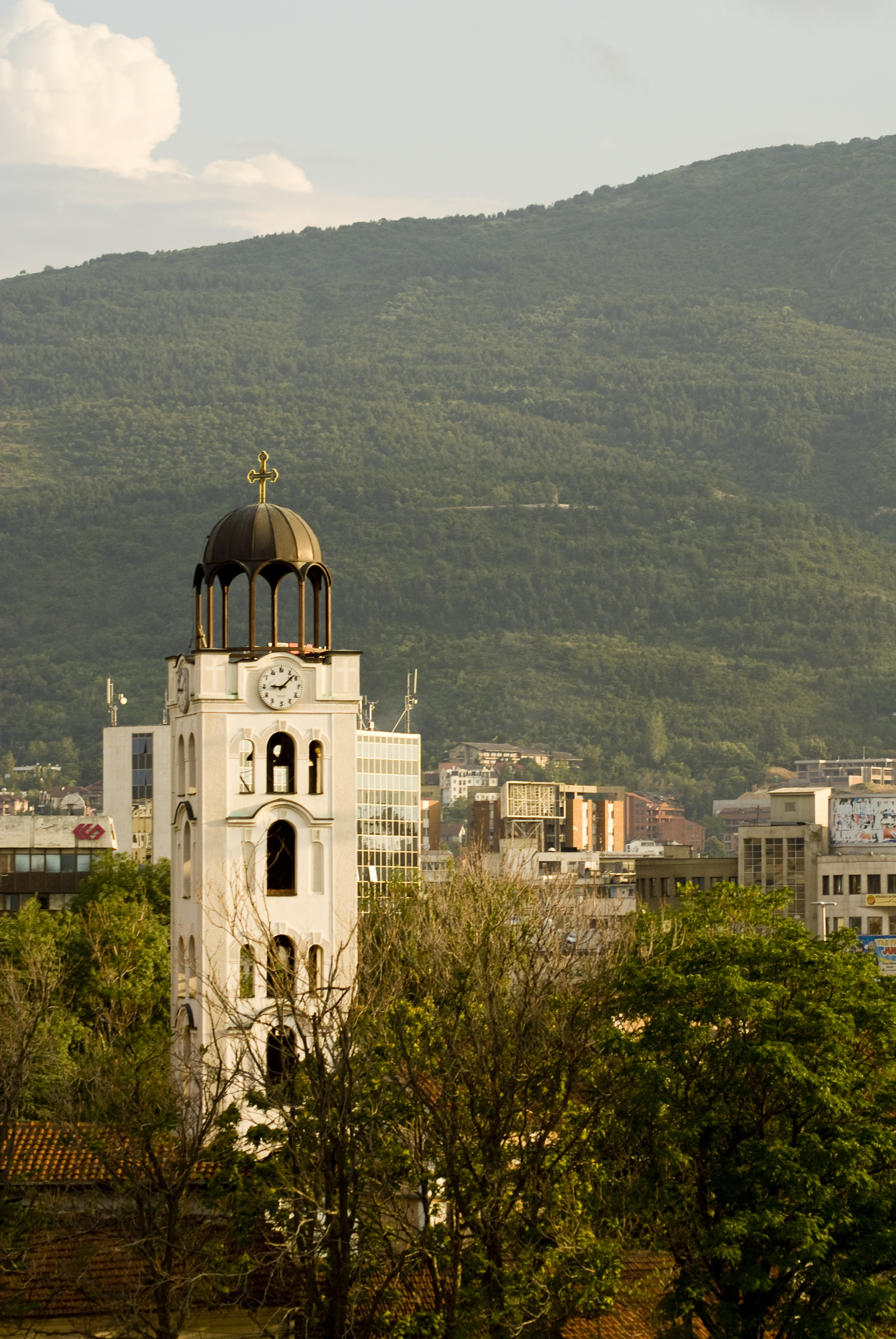
聖ディミトリイ聖堂の時計塔
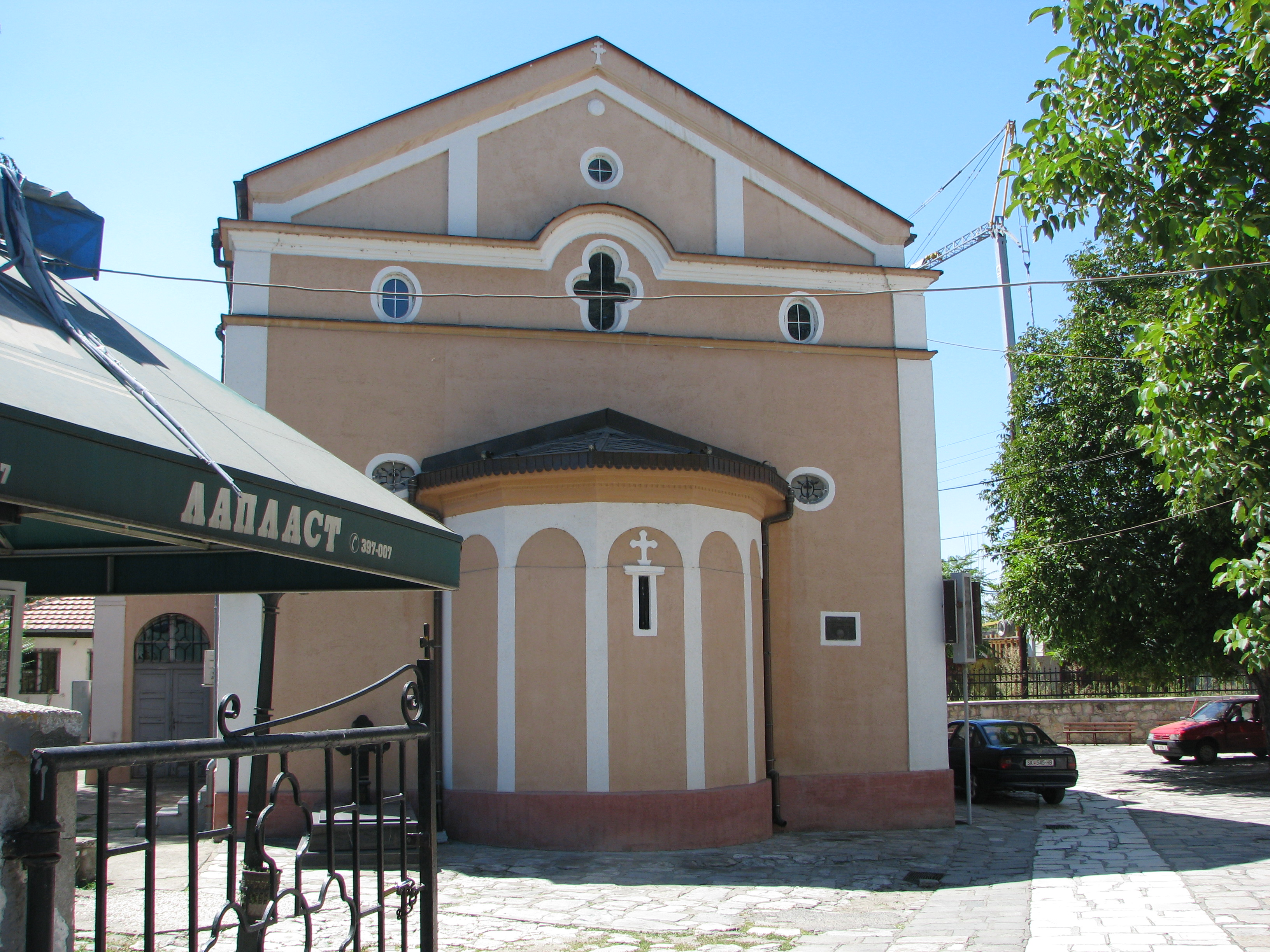
聖ディミトリイ聖堂の後面
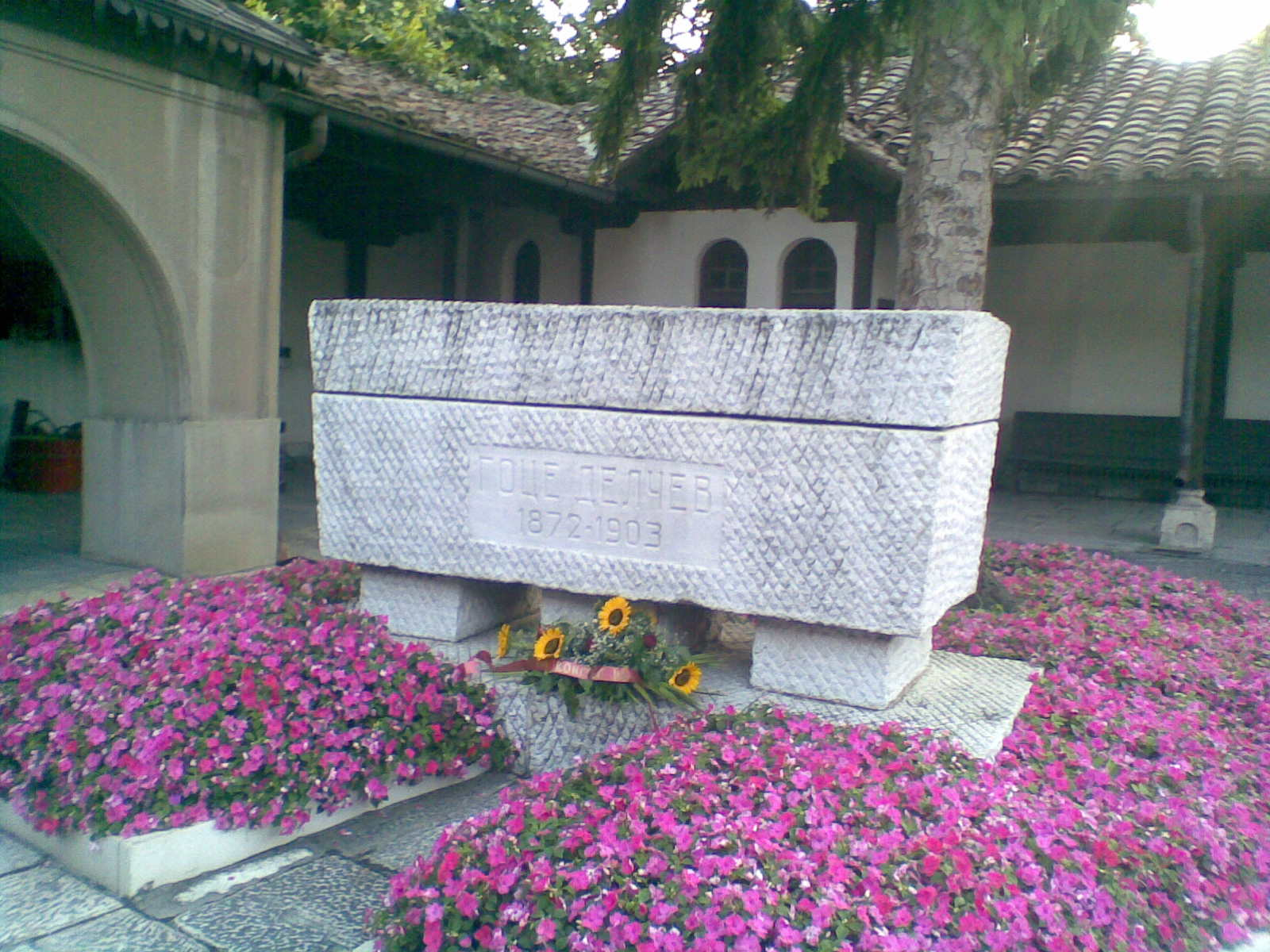
聖スパス聖堂にあるゴツェ・デルチェフ（'s tomb at St. Spas ）の墓

### 古い写真

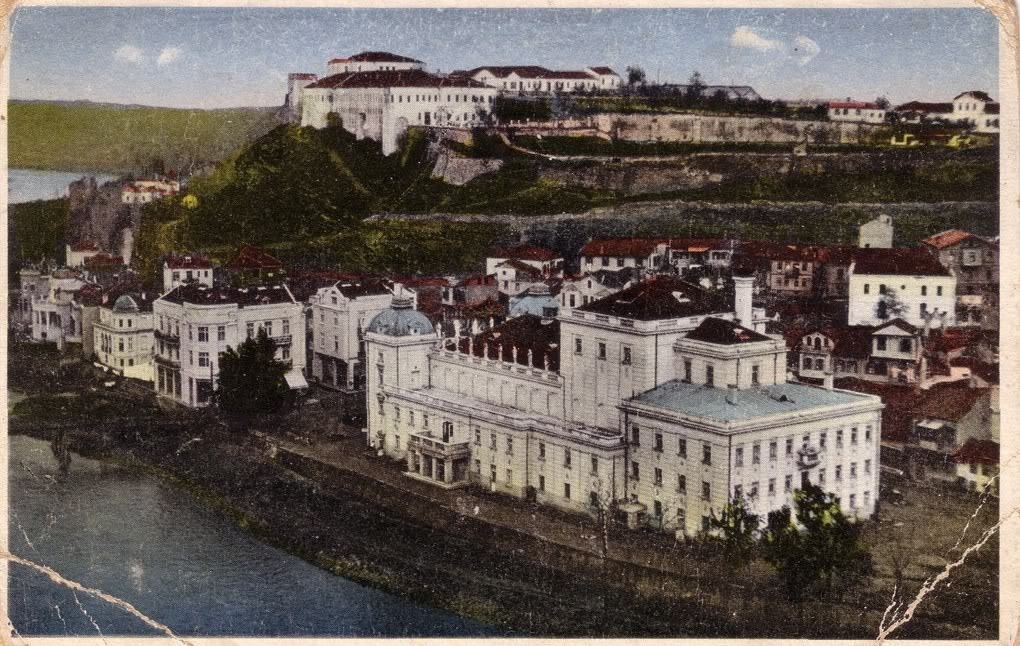
1920年代の写真
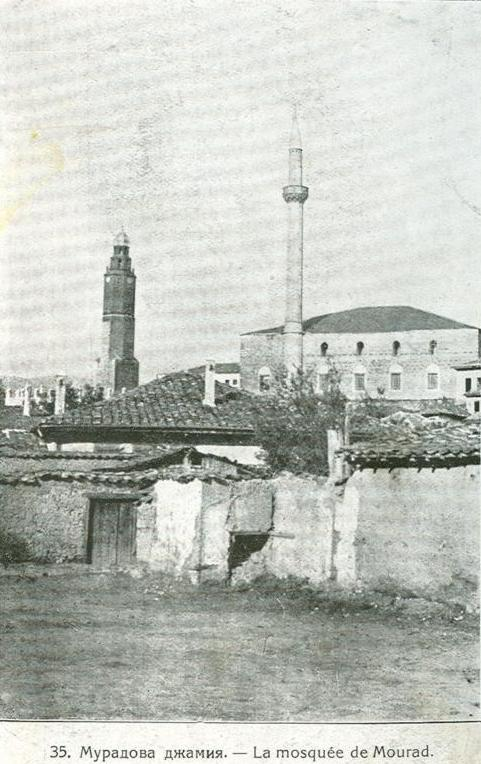
スルタン・ムラト・モスク
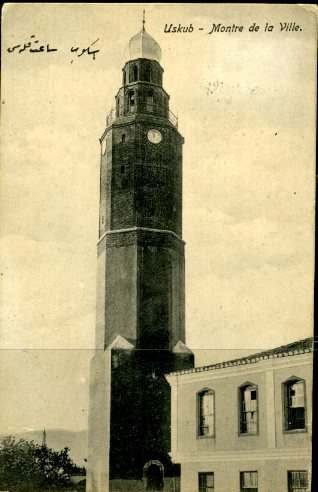
時計塔の写真が入ったポストカード
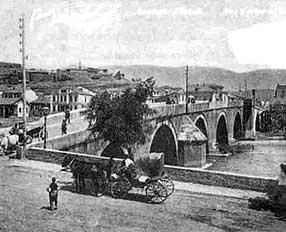
1909年の石橋
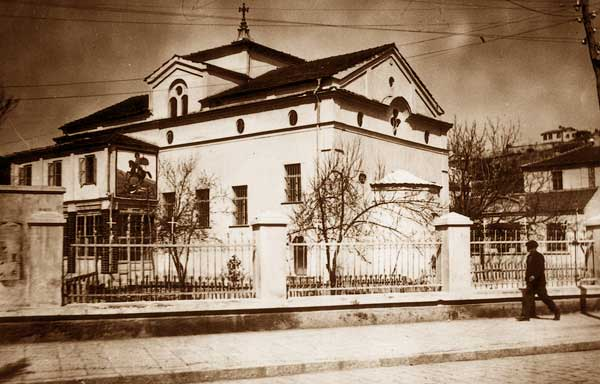
1935年の聖ディミトリイ聖堂
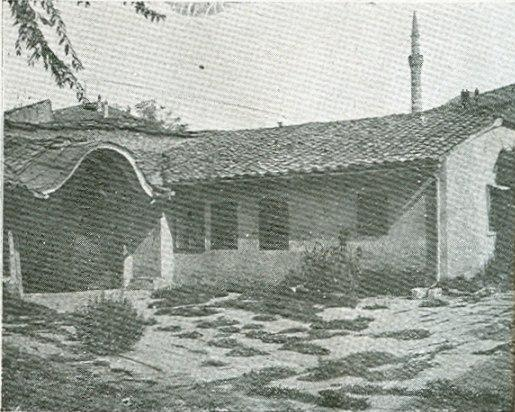
1920年代の聖スパス聖堂
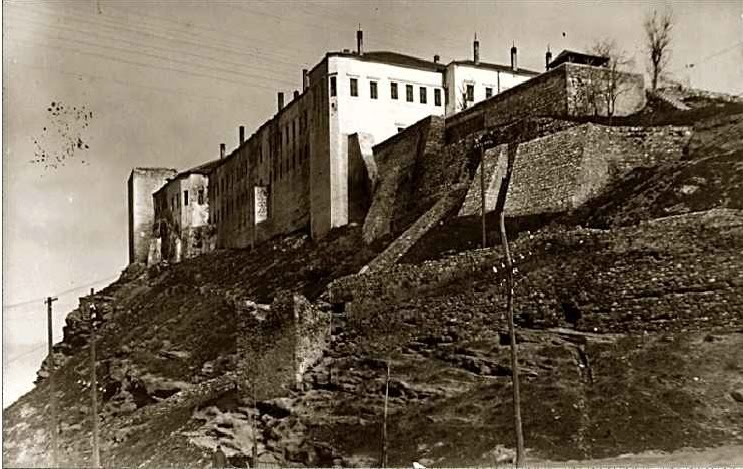
1920年代のカレ要塞
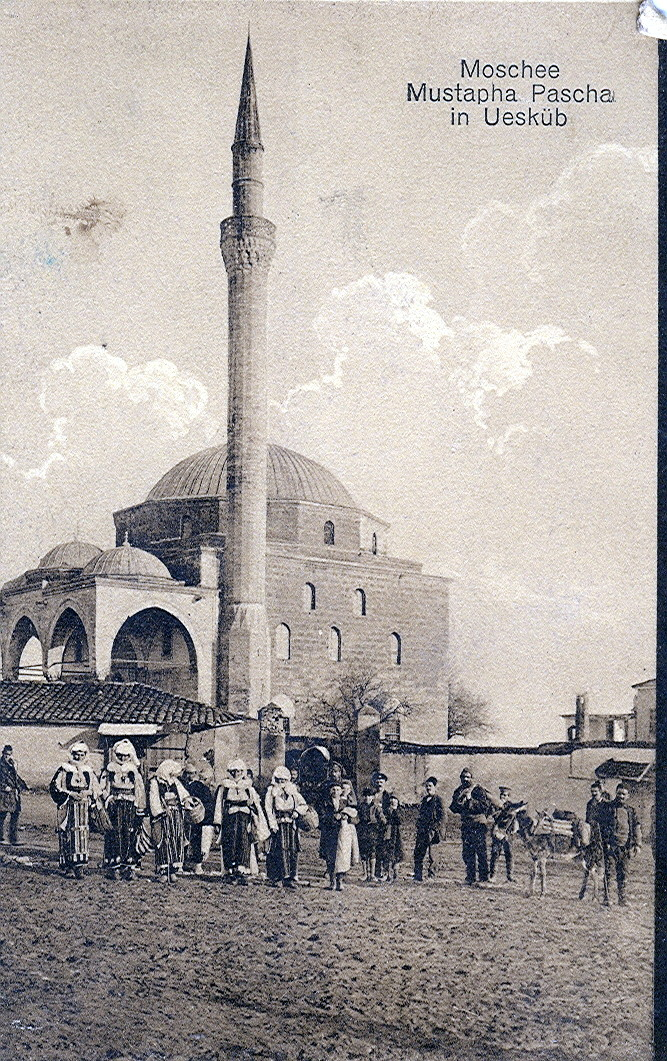
ムスタファ・パシャ・モスク